# محمد سلیم (بازیکن فوتبال)
محمد سلیم (عربی: محمد سليم مبارك) (زاده ۱۳ ژانویه ۱۹۶۸) بازیکن سابق فوتبال اهل امارات متحده عربی است.
وی عضو تیم ملی فوتبال امارات متحده عربی در جام جهانی فوتبال ۱۹۹۰ بوده است.